# Release Me
Release Me é uma compilação de gravações inéditas e raridades da cantora estadunidense Barbra Streisand. As faixas presentes foram gravadas entre os anos de 1967 e 2011 e eram pretendidas de fazerem parte dos álbuns com o objetivo de serem incluídas nos álbuns Simply Streisand, What Matters Most, Stoney End, The Broadway Album e Back to Broadway, além de projetos cancelados, tais como: The Singer e Life Cycle Of A Woman.
De acordo com a cantora, algumas das músicas não fizeram parte do corte original por causa, muitas vezes, da menor falha no vocal ou na mixagem, e agora, graças a tecnologia, foram ajustados erros e adicionados alguns instrumentos.
Para promoção, uma série de vídeos com comentários sobre cada uma das faixas foi postada no YouTube, nos quais dá detalhes da produção e gravação das faixas. A canção "I Think It's Going to Rain Today" foi escolhida como primeiro e único single e foi feito um videoclipe dirigido, fotografado e editado por Matt Amato.
A recepção da crítica especializada foi favorável. John Bush, do site AllMusic, avaliou com quatro estrelas e meia de cinco e escreveu que "é difícil reclamar [da coletânea] quando o resultado é tão impressionante", o único ponto negativo que apontou foi o fato de haverem só onze faixas. Jessica Shaw, do site Entertainment Weekly, deu uma nota A- e escreveu que o perfeccionismo da cantora é o único motivo de as canções "cativantes" e com "vocais arrepiantes" não aparecerem nos álbuns a qual se pretendiam. Nick Coleman do jornal The Independent, fez uma crítica favorável na qual exprimiu elogios como: "tecnicamente perfeito", "tonalmente brilhante" e "essencial para os fãs".
Comercialmente, estreou na posição de número sete na parada de vendas de álbuns estadunidense, Billboard 200 (com cerca de 44.000 cópias vendidas), tornando-se seu 32º álbum no Top 10 e seu sexto álbum consecutivo no Top 10 desde The Movie Album, de 2003. Tal feito, tornou a cantora o primeiro artista a emplacar álbuns no top 10 da parada Billboard 200 em cada década, desde 1960.

## Lista de faixas
- Créditos adaptados do encarte do CD Release Me, de 2012.[12]

| N.º | Título                                                                                               | Compositor(es)                                                       | Duração |  |
| 1.  | "Being Good Isn’t Good Enough" (pretendida para o álbum The Broadway Album, de 1985.)                | Betty Comden / Adolph Green / Jule Styne                             | 3:30    |  |
| 2.  | "Didn’t We" (pretendida para o álbum abortado The Singer, de 1970.)                                  | Jimmy Webb                                                           | 2:36    |  |
| 3.  | "Willow Weep For Me" (pretendida para Simply Streisand, de 1967.)                                    | Ann Ronell                                                           | 3:31    |  |
| 4.  | "Try To Win A Friend" (pretendida para Superman, de 1977.)                                           | Larry Gatlin                                                         | 4:07    |  |
| 5.  | "I Think It’s Going To Rain Today" (pretendida para Stoney End, de 1970.)                            | Randy Newman                                                         | 3:27    |  |
| 6.  | "With One More Look At You" (versão alternativa da faixa de A Star Is Born, de 1976.)                | Kenneth Ascher / Paul Williams                                       | 3:39    |  |
| 7.  | "Lost In Wonderland" (gravado durante as sessões de What About Today?, de 1969.)                     | Marshall Barer / Antonio Carlos Jobim                                | 3:33    |  |
| 8.  | "How Are Things In Glocca Morra? / Heather On The Hill" (pretendida para Back to Broadway, de 1993.) | E.Y. "Yip" Harburg / Burton Lane / Alan Jay Lerner / Frederick Loewe | 4:34    |  |
| 9.  | "Mother And Child" (pretendida para o álbum abortado Life Cycle Of A Woman.)                         | Alan Bergman / Marilyn Bergman / Michel Legrand                      | 5:03    |  |
| 10. | "If It’s Meant To Be" (pretendida para What Matters Most, de 2011.)                                  | Alan Bergman / Marilyn Bergman / Brian Byrne                         | 4:08    |  |
| 11. | "Home" (pretendida para o álbum The Broadway Album, de 1985.)                                        | Charles Smalls                                                       | 3:37    |  |

## Tabelas

### Tabelas semanais
| Tabela musical (2012)          | Melhor posição |
| ------------------------------ | -------------- |
| Bélgica (Ultratop Flandres)    | 125            |
| Bélgica (Ultratop Valônia)     | 130            |
| Canadá (Billboard)             | 8              |
| França (SNEP)                  | 138            |
| Hungria (MAHASZ)               | 29             |
| Itália (FIMI)                  | 83             |
| Países Baixos (Dutch Charts)   | 37             |
| Espanha (PROMUSICAE)           | 33             |
| Suíça (Schweizer Hitparade)    | 78             |
| Reino Unido (UK Albums Chart)  | 31             |
| Estados Unidos (Billboard 200) | 7              |